# Leopold Płowiecki
Leopold Płowiecki (ur. 1942) – inżynier pochodzenia polskiego, uczestniczył w rozwoju neuroradiologii interwencyjnej we Francji i na poziomie międzynarodowym. Współpracując z profesorami medycyny takimi jak Jean-Jacques Merlan, Luc Picard, Jacques Moret, Feodor Serbinenko, uczestniczył w rozwoju tej nowej specjalności radiologii interwencyjnej, kreując i adaptując rurki z tworzyw sztucznych bardzo małych średnic i implantów z wymaganiami wszczepiania ich w mózgu.
Leopold Płowiecki studiuje na wydziale Mechaniki Precyzyjnej Politechniki Warszawskiej, gdzie otrzymuje dyplom magistra inżyniera w 1968 roku. Po studiach, w latach 1968 - 1971 pracuje w biurze konstrukcyjnym Fabryki Narzędzi Chirurgicznych w Milanówku pod Warszawą.
Po wyjeździe do Francji w 1971, zakłada firmę BALT Extrusion w Montmorency (95) w 1977 roku, gdzie ona ciągle funkcjonuje.
Rok później, profesor Jean-Jacques Merland szpitala Lariboisière, pionier neuroradiologii interwencyjnej, zwraca się z zapytaniem czy jest możliwe wytłoczyć rurkę tak cienką, tak gibką i wytrzymałą na zrywanie, by wprowadzić balonik odczepialny do tętnic mózgowych. Polski inżynier opracowuje technikę wytłaczania mikro-rurek, pozwalającą wyprodukować mikrokatetery finezji dotychczas niespotykanej. Leopold Płowiecki zaopatruje bezpośrednio szpital Lariboisière.
W latach 1980–1990, polski inżynier przyczynia się do rozwoju i doskonalenia systemów wprowadzania (micro-prowadników, kateterów), a także implantów (baloników odczepialnych, platynowych sprężynek, stentów), używanych dzisiaj w szpitalach przy zabiegach w naczyniach krwionośnych mózgu.
Leopold Płowiecki znany jest między innymi jako wynalazca PURSIL (1982, stop tworzyw sztucznych i ciężkich metali widzialnych promieniami X do produkcji kateterów), CRISTAL BALLOON (1985, kateter z balonem dla angioplastyki i walwuloplastyki), MAGIC (1987, pierwszy micro-kateter (zależny od przepływu krwi) do embolizacji tętniaków, naczyniaków, przetok tętniczo-żylnych i nowotworów mózgu, a także LEO (proteza naczyniowa wewnątrz-mózgowa).

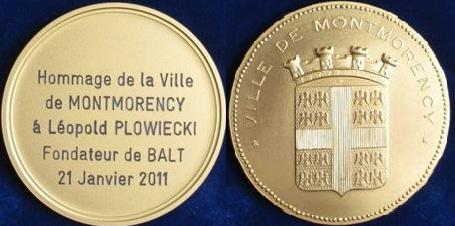

W 1980 roku, równolegle z aktywnością BALT Extrusion, Leopold Płowiecki zakłada firmę BALTON w Warszawie. 

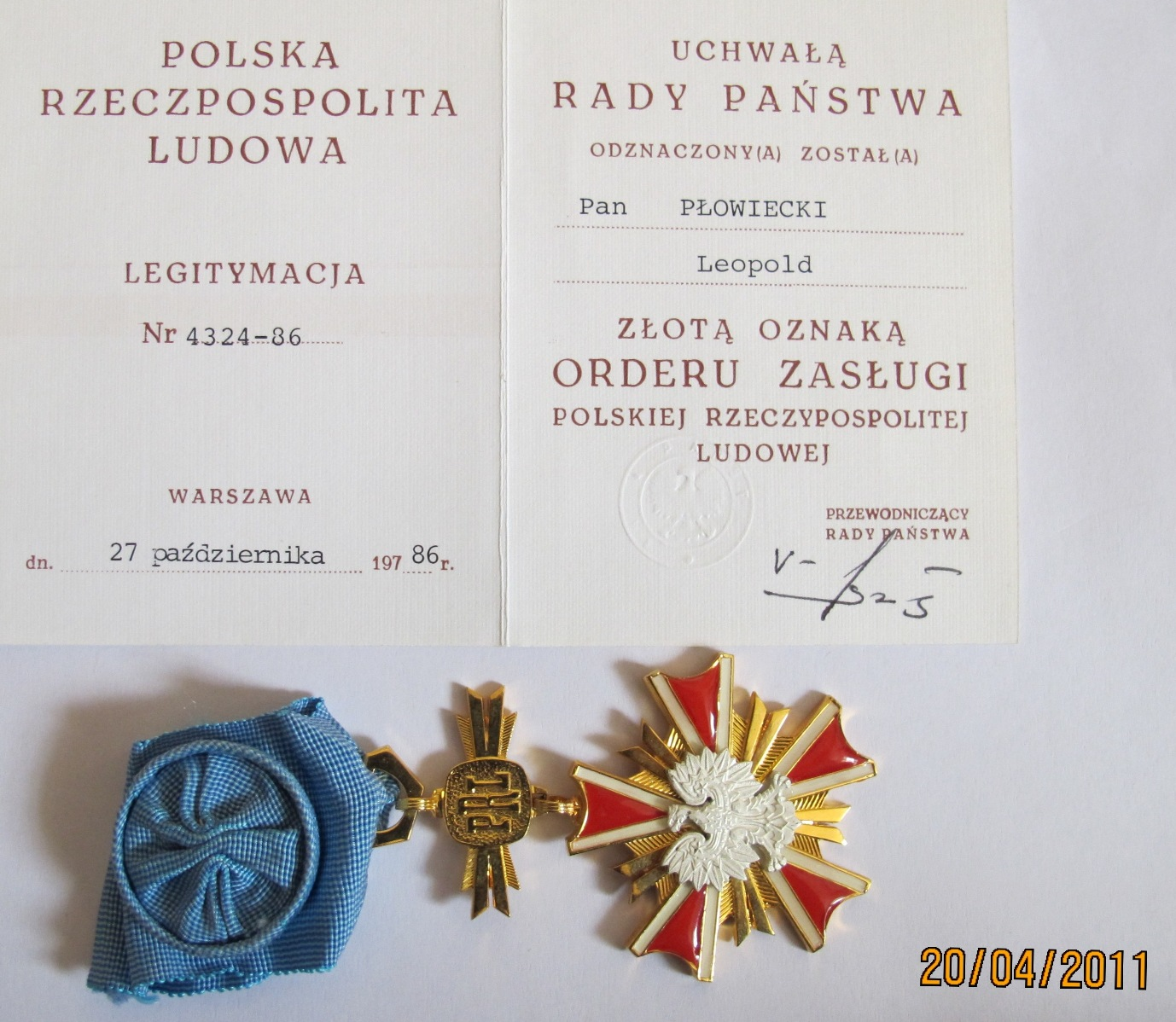

W 2003, Leopold Płowiecki przekazuje zarządzanie swojej firmy BALT Extrusion, synowi Mikołajowi Płowieckiemu.
W 2009, L. Płowiecki opublikował książkę – pamiętniki przemysłowca "Sztuka i umiejętności w neuroradiologii interwencyjnej". Książka ta została wydana w trzech językach: francuskim, angielskim i polskim (wydawnictwo Bellona w Warszawie).
W 2011, otrzymał złoty medal miasta Montmorency, wręczony przez mera miasta François Dettona. Tego samego roku, Leopold Płowiecki został wpisany do Złotej Księgi Absolwentów Politechniki Warszawskiej.